# Hemioplisis pholata
Hemioplisis pholata là một loài bướm đêm trong họ Geometridae.